# Temporada de furacões no oceano Atlântico de 1975
 A temporada de furacões no Atlântico de 1975 foi um evento no ciclo anual de formação de ciclones tropicais. A temporada começou em 1 de junho e terminou em 30 de novembro de 1975. No entanto, a depressão tropical Vinte e Sete dissipou-se em 1 de dezembro e a tempestade subtropical Dois formou-se dias depois. Estas datas delimitam convencionalmente o período de cada ano quando a maioria dos ciclones tropicais tende a se formar na bacia do Atlântico.
A atividade da temporada de furacões no Atlântico de 1975 ficou dentro da média, com um total de 9 tempestades dotadas de nome e seis furacões, sendo que três destes atingiram a intensidade igual ou superior a um furacão de categoria 3 na escala de furacões de Saffir-Simpson.
No final de agosto e início de setembro, o furacão Caroline atingoi a costa do golfo do México, causando duas fatalidades. Dias mais tarde, o furacão Eloise afetou praticamente todo o Caribe, a península de Iucatã e atingiu a costa do golfo dos Estados Unidos como um intenso furacão, causando 80 fatalidades e 560 milhões de dólares em prejuízos. Em meados de outubro, a depressão tropical Vinte e Dois também atingiu a costa do golfo americana, causando uma fatalidade.

## Nomes das tempestades
Os nomes abaixo foram usados para dar nomes às tempestades que se formaram no Atlântico Norte em 1975.
| - Amy - Blanche - Caroline - Doris - Eloise - Faye - Gladys | - Hallie - Ingrid (sem usar) - Julia (sem usar) - Kitty (sem usar) - Lilly (sem usar) - Mabel (sem usar) - Niki (sem usar) | - Opal (sem usar) - Peggy (sem usar) - Ruby (sem usar) - Sheila (sem usar) - Tilda (sem usar) - Vicky (sem usar) - Winie (sem usar) |

Devido aos efeitos causados pelo furacão Eloise, seu nome foi retirado.